# Morpion solitaire
Le morpion solitaire, ou jeu de la croix de malte, est un casse-tête se pratiquant seul. Inspiré du morpion et se jouant avec papier et crayon, il consiste à tracer un maximum de lignes de 4 ou 5 éléments en partant d'une figure en forme de croix grecque.

## Règles

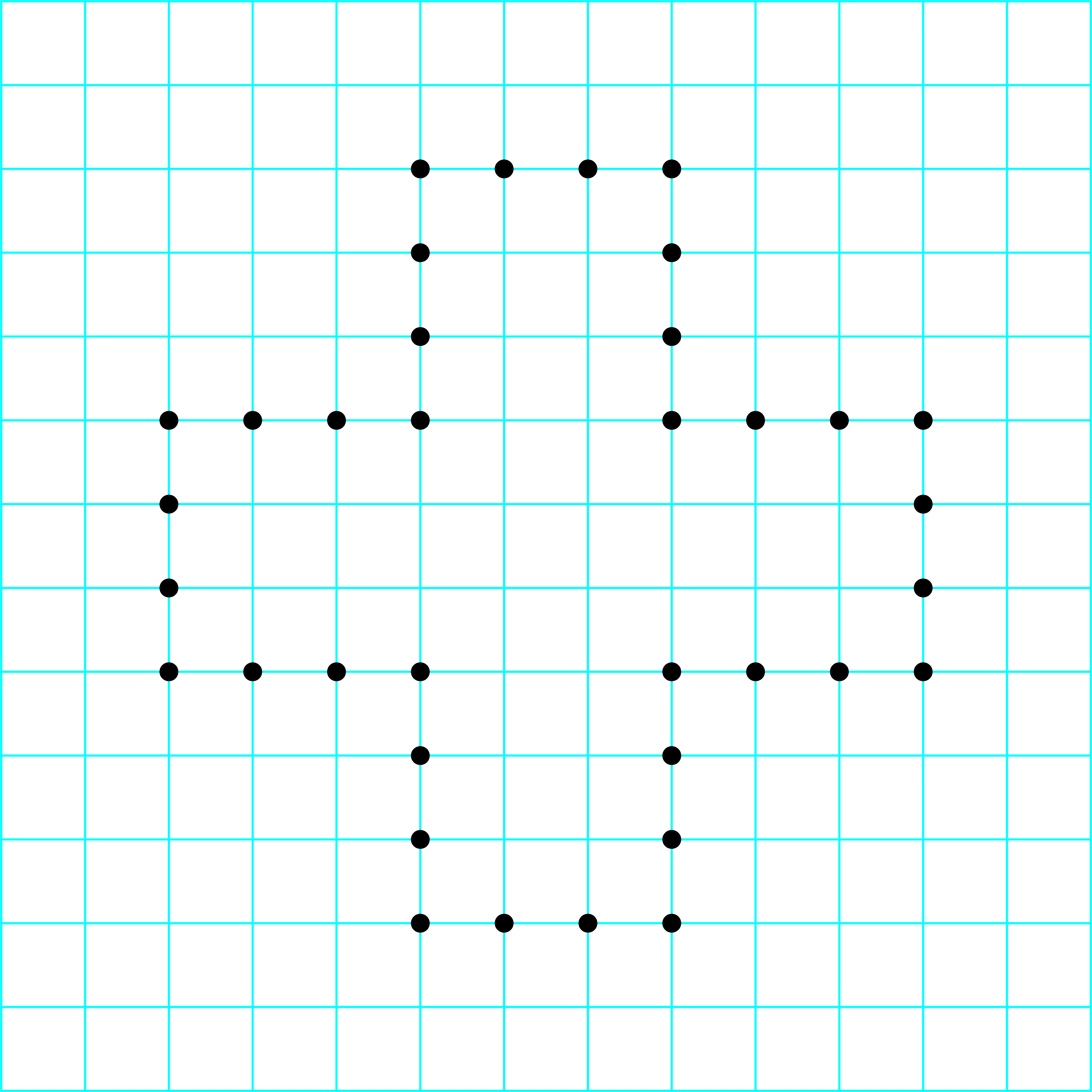
Configuration de départ avec une croix grecque formée par 36 points.

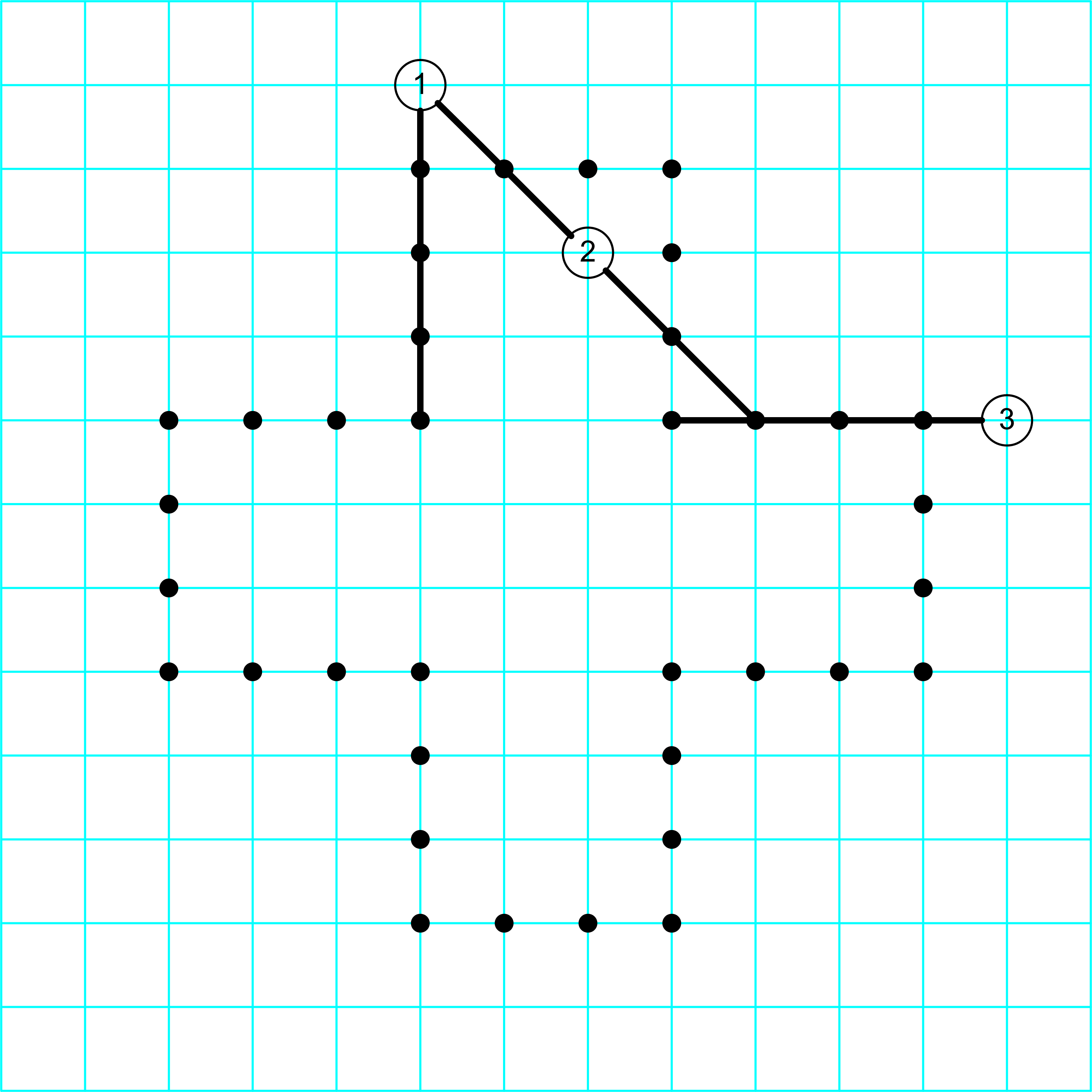
Exemple d'une partie de Morpion solitaire, 5 points en ligne, après 3 coups.

Le jeu se joue sur une grille, de taille supposée illimitée. La configuration de départ comporte un ensemble de points (ou de petites croix) déjà tracés sur cette grille ; les configurations les plus courantes placent ces points en forme de croix grecque dont le côté comporte 3 points (24 au total) ou 4 points (36 au total).
À chaque coup, le joueur place un nouveau point sur la grille de façon à former un alignement de quatre ou cinq points adjacents horizontalement, verticalement ou en diagonale (le nombre de points dans un alignement est décidé avant la partie, selon la configuration initiale, et reste fixe tout au long de celle-ci) ; il relie ensuite cet alignement d'un trait de crayon.
Suivant la règle choisie, un alignement peut ou ne peut pas être placé dans le prolongement d'un alignement précédent. Si le joueur a cette possibilité, les deux alignements ne peuvent avoir qu'un point en commun.
Le but du jeu est de placer le plus possible de points avant d'atteindre une situation où aucun nouveau point ne peut être placé.

## Records
Pour un agencement initial en croix grecque, avec des alignements de cinq points et la possibilité de placer un alignement dans le prolongement d'un autre, Christopher Rosin établit une grille à 178 coups en juillet 2011 en utilisant une méthode de Monte-Carlo, battant ainsi son propre record de 177 coups établi 3 mois plus tôt. Ce nouveau record est le résultat de l'amélioration de son logiciel de recherche arborescente. En 2010, Rosin avait obtenu 172 coups. Le record précédent de 170 croix date de 1976 et a été établi à la main par Charles-Henri Bruneau,; la configuration finale de sa solution n'est pas unique,, lui-même ayant battu un précédent record de 164 croix établi par Michel Szeps, Yolande Strehl et Joseph Martin.
Dans la version du jeu sans la possibilité de prolongement, le record est établi à 82 nouveaux points.
Avec quatre points en ligne, les records sont respectivement de 62 points et de 35 points ; il a été prouvé que c'était le maximum atteignable par Michael Quist qui est parvenu à énumérer toutes les configurations.
En changeant la disposition initiale des 36 croix, il est possible de jouer plus de coups : une grille de 186 a été trouvée dès les années 1980, puis 187 en 2008 par Marc Lapierre, et enfin 190 par Christian Boyer en 2013, c'est le record actuel.
De façon générale, il est possible de déterminer des bornes inférieures et supérieures pour le score maximal atteint, suivant le nombre de points dans les alignements et la configuration initiale. Dans sa forme générale, le jeu est NP-difficile.

## Historique
L'origine de ce casse-tête n'est pas connue. En France, il est popularisé par le magazine Science et Vie en avril 1974. Dans l'édition d'avril 1976, Pierre Berloquin publie dans sa chronique le record de 170 croix, qui tiendra jusqu'en 2010 (pour des alignements de 5 points pouvant être prolongés).